# Hylaeus variegatus
Hylaeus variegatus är ett bi som är medlem av familjen korttungebin och släktet citronbin.

## Beskrivning
Arten är övervägande svart men i ansiktet har den ljusa tecken. Hos honan består dessa bara av vita till blekgula fält på ansiktets sidor, medan hanen har både sidofläckar, käkar och överläpp klart gulvita. Den främre delen av mellankroppen år dessutom gul hos båda könen. Hos honan är första och andra tergiterna rödfärgade, medan hanen vanligen har dem svarta; den första tergiten kan dock ibland vara mörkröd. Båda könen har dessutom ett vitt hårband på den första tergiten. Arten är liten; honan blir endast 6 till 8 mm lång, hanen 6 till 7 mm.

## Ekologi
Hylaeus variegatus förekommer i torra habitat som sandfält, ruderatmark samt sand- och grustag. Arten är polylektisk, den flyger till blommande växter från många olika familjer, som flockblommiga växter, korgblommiga växter, klockväxter, dunörtsväxter, rosväxter och ärtväxter.
Larvbona inrättas något annorludna än andra citronbin; främst i redan existerande gångar i marken och i gamla bibon, men även i eroderade, sandiga väggar. Larvgångarna innehåller upp till 6 larvceller. Arten kan få upp till två generationer per år, som flyger från juni till mitten av september.

## Utbredning
Arten finns i större delen av Europa utom Storbritannien och Skandinavien (ett fynd har dock gjorts i Danmark i början av 1900-talet). Vidare finns den österut till Amur i sydöstra Sibirien, och i Nordafrika (Marocko). Den har visserligen påträffats i äldre svenska samlingar, men det är osäkert om den över huvud taget funnits i landet.